# ポンド (通貨)
ポンド（オランダ語: pond）、パウンド（英語: pound）は、いくつかの国で使用される通貨の単位である。代表的なものはイギリスのスターリング・ポンド（UKポンド）。漢字では磅があてられている。
ポンドという名称は質量の単位にもあるが、通貨のポンドは、かつて1トロイポンドの高純度の銀を通貨の単位として使用していたことに由来する。質量のポンドと同じく、ラテン語で重さを表す pondus が語源。
ポンドはかつては "libra" という名称（ラテン語で天秤の意味）であったことから、UKポンドをはじめ多くのポンドの通貨記号は "L" の筆記体からきた "£" である。記号を互いに区別するため、£ のあと（まれに前）に国名の略記をつける。たとえば、キプロス・ポンドは £C となる（ただし、イギリスの場合は sterling の略の stg をつける）。£ はイタリア・リラにも使用されていた（イタリアでは2002年1月1日以降はユーロが使われている）。

## 現行通貨
ポンドを通貨単位とする国および地域は以下の通りである。
- イギリス - イギリス・ポンド（スターリング・ポンド、pound sterling、単にsterlingとも言う）
- エジプト - エジプト・ポンド
- レバノン - レバノン・ポンド
- シリア - シリア・ポンド
- スーダン - スーダン・ポンド
- 南スーダン - 南スーダン・ポンド

以下の地域で使用されるポンドは、イギリス・ポンドと同等の価値を持つ。
- セントヘレナ - セントヘレナ・ポンド
- フォークランド諸島 - フォークランド諸島ポンド
- マン島 - マン島ポンド
- ジブラルタル - ジブラルタル・ポンド
- ガーンジー島 - ガーンジー・ポンド
- ジャージー島 - ジャージー・ポンド

アイルランドでも、かつてはポンドを通貨単位としていた（アイルランド・ポンド）。アイルランドのポンドは「プント」ともいう。この通貨は1928年にSaorstát poundという名前で発行され、1979年までイギリス・ポンドと等価であった。アイルランドでは1999年にユーロに切り換えられた。また、オーストラリア、ニュージーランド、南アフリカでもかつてポンドを通貨単位としていた。マルタでは、1983年に通貨の名称をポンド（マルタ・ポンド）からマルタ・リラに変更し、さらにこれも2008年1月からユーロに切り替えられた。

## 廃止された通貨
- アイルランド・ポンド
- オーストラリア・ポンド
- ガーナ・ポンド
- カナダ・ポンド
- ガンビア・ポンド
- キプロス・ポンド
- サモア・ポンド
- ザンビア・ポンド
- ジャマイカ・ポンド
- スコットランド・ポンド
- ナイジェリア・ポンド
- 西アフリカ・ポンド
- 西インド・ポンド
- ニュージーランド・ポンド
- バハマ・ポンド
- バミューダ・ポンド
- バルバドス・ポンド
- パレスチナ・ポンド
- ビアフラ・ポンド
- フィジー・ポンド
- フランス・ポンド
- マラウイ・ポンド
- マルタ・ポンド
- 南アフリカ・ポンド
- リビア・ポンド
- ローデシア・ポンド
- ローデシア・ニヤサランド・ポンド